# Лесогорка (река)
Лесогорка  — река в России, на острове Сахалин. Протекает по территории Углегорского муниципального района. Длина реки — 72 км, площадь водосборного бассейна насчитывает 1020 км². Средний годовой объём стока — 0,62 км³.
Начинается под названием Таймыр в озере Нутко, образовавшемся при слиянии рек Лаптева и Амурская на высоте 282 метра над уровнем моря. Течёт в северном направлении по пихтово-лиственничным и пихтово-берёзовым лесам до урочища Сентябрьское, оттуда поворачивает на северо-запад. Впадает в Татарский пролив. В устье реки расположен Лесогорск, в верхнем течении — посёлок Приозёрный.

## Притоки
Объекты перечислены по порядку от устья к истоку.
- 12 км: Черноморка
- 31 км: Ушаковка
- 32 км: Тавда
- 44 км: Мурзилка
- 55 км: Курьерская

## Данные водного реестра
По данным государственного водного реестра России относится к Амурскому бассейновому округу.
Код объекта в государственном водном реестре — 20050000212118300008186.